# Bg
Bg és una ordre Unix que permet executar processos en segon terme (o background).bg també pot continuar un procés aturat.